# Ignacio Andrade

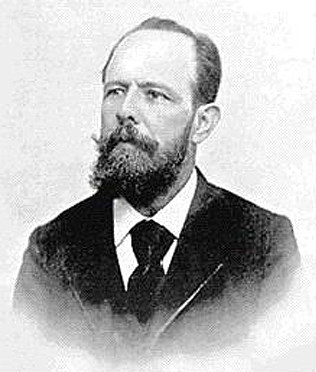
Ignacio Andrade

Ignacio Andrade Troconis (* 31. Juli 1839 in Mérida; † 17. Februar 1925 in Macuto) war ein venezolanischer Offizier und Politiker. Vom 20. Februar 1898 bis zum 19. Oktober 1899 amtierte er als Staatspräsident.

## Leben

### Anfangsjahre
Seine Eltern waren der General José Escolástico Andrade und Juana Troconis.
Nach seiner militärischen Ausbildung war er von 1883 bis 1885 President des Staates Falcón und 1886 dessen Senator. Nach einem kurzen Zwischenspiel als Gouverneur des Distrito Federal (dem Bundesstaat von Caracas) wurde er 1893 Unterrichtsminister. Als Abgeordneter und später Präsident von Miranda wurde er für die Präsidentschaftswahl von 1897 als Regierungskandidat vorgeschlagen.

### Präsidentschaft
In der geheimen Direktwahl vom 1. September gewann er mit großen Vorsprung gegen José Manuel Hernández, was jedoch vielfach als Betrug betrachtet wurde. Dies resultierte während seiner gesamten Amtszeit in anhaltenden Spannungen, sowie einer Vielzahl von Verschwörungen und Widerstandsbewegungen. Bereits wenige Tage nach der Wahl kam es beispielsweise zur „Revolución de Queipa“, einen von Hernández angeführten Aufstand, der vom 23. Februar bis zum 12. Juni 1898 andauerte. Während dieser Rebellion starb der frühere Präsident und Unterstützer Andrades Joaquín Crespo in einer Schlacht gegen Hernández, wodurch sich viele Caudillos gegen den neuen Amtsinhaber richten (darunter auch der Kriegsminister Ramón Guerra, der gerade José Manuel Hernández gefangenen genommen hatte).
Zusätzlich zu diesen Aufständen hatte die Regierung auch mit wirtschaftlichen Problemen und einer Pockenepidemie zu kämpfen, sodass Andrade am 19. Oktober 1899 von Cipriano Castro (in der sogenannten „Revolución Restauradora“) gestürzt wurde.

### Letzte Jahre
Andrade wurde aus dem Land ausgewiesen und ließ sich in Puerto Rico nieder. 1903 wurde ihm die Rückkehr ins Land erlaubt und er diente dem Regime von Juan Vicente Gómez (der ihn als Beteiligter der Revolución Restauradora gestürzt hatte) als Außen- (1916–1917) und Innenminister (1917–1922).
Am 17. Februar 1925 starb er in Macuto (Distrito Federal).